# Università statale di Voronež
L'Università statale di Voronež è un'università statale russa, uno dei più grandi istituti di istruzione superiore in Russia e uno dei principali centri scientifici e culturali nel centro del paese. Fondata il 18 maggio 1918, è situata nel centro storico della città di Voronež.
L'origine della creazione nel 1918 di questa università deriva dal fatto che in quell'anno i tedeschi occuparono l'Estonia e quindi sostituirono l'Università di Tartu portando lì gli insegnanti.
Il suo motto è "Semper in motu" (in italiano: Sempre in movimento).

## Storia
Nel 1802, in seguito a un decreto dell'imperatore russo Alessandro I, fu ripristinata l'Università di Tartu in Estonia. A seguito dell'occupazione tedesca dell'Estonia durante la prima guerra mondiale nel marzo del 1918, studenti e professori russi dovettero lasciare il territorio estone per la propria incolumità. Fu deciso che sarebbe stata istituita una nuova università nella Russia centrale. A luglio e settembre 1918 arrivarono a Voronezh Dorpat (ora Tartu), 39 professori, 45 docenti, 43 dipendenti e circa 800 studenti. Il primo rettore dell'università fu Basil E. Regel.
Il 12 novembre 1918 iniziarono a essere operative quattro facoltà: la facoltà di medicina, fisica e matematica, storia e filologia e giurisprudenza. All'inizio del 1919, l'Università aveva 10.000 studenti iscritti. Chiunque poteva studiare lì, solo 4 anni dopo, nel 1923, furono introdotti gli esami di ammissione. Nel 1920, dopo il Trattato di Tartu, le proprietà dell'Università di Tartu (biblioteche, archivi, manuali, documenti e altri oggetti) furono restituite in Estonia. Tuttavia, la maggior parte degli insegnanti che sono partiti a causa dell'arrivo dell'esercito della Germania imperiale e dell'occupazione dell'Estonia, non sono tornati in Estonia.
All'inizio degli anni 1920, l'Istituto d'istruzione di Voronež fu aggiunto all'università, segnando la nascita delle facoltà pedagogiche, dei dipartimenti che formano gli insegnanti di matematica, fisica, chimica, scienze naturali, lingua e letteratura russa e discipline sociali ed economiche per le scuole. Nel 1930, la facoltà di medicina fu trasformata in un istituto indipendente. Durante la seconda guerra mondiale l'università fu trasferita a Yelabuga nella Repubblica del Tatarstan per un periodo di due anni dal 1941 al 1943.

## Facoltà, istituti e rami
- Facoltà di chimica
- Facoltà di giurisprudenza
- Facoltà di economia
- Facoltà di educazione militare

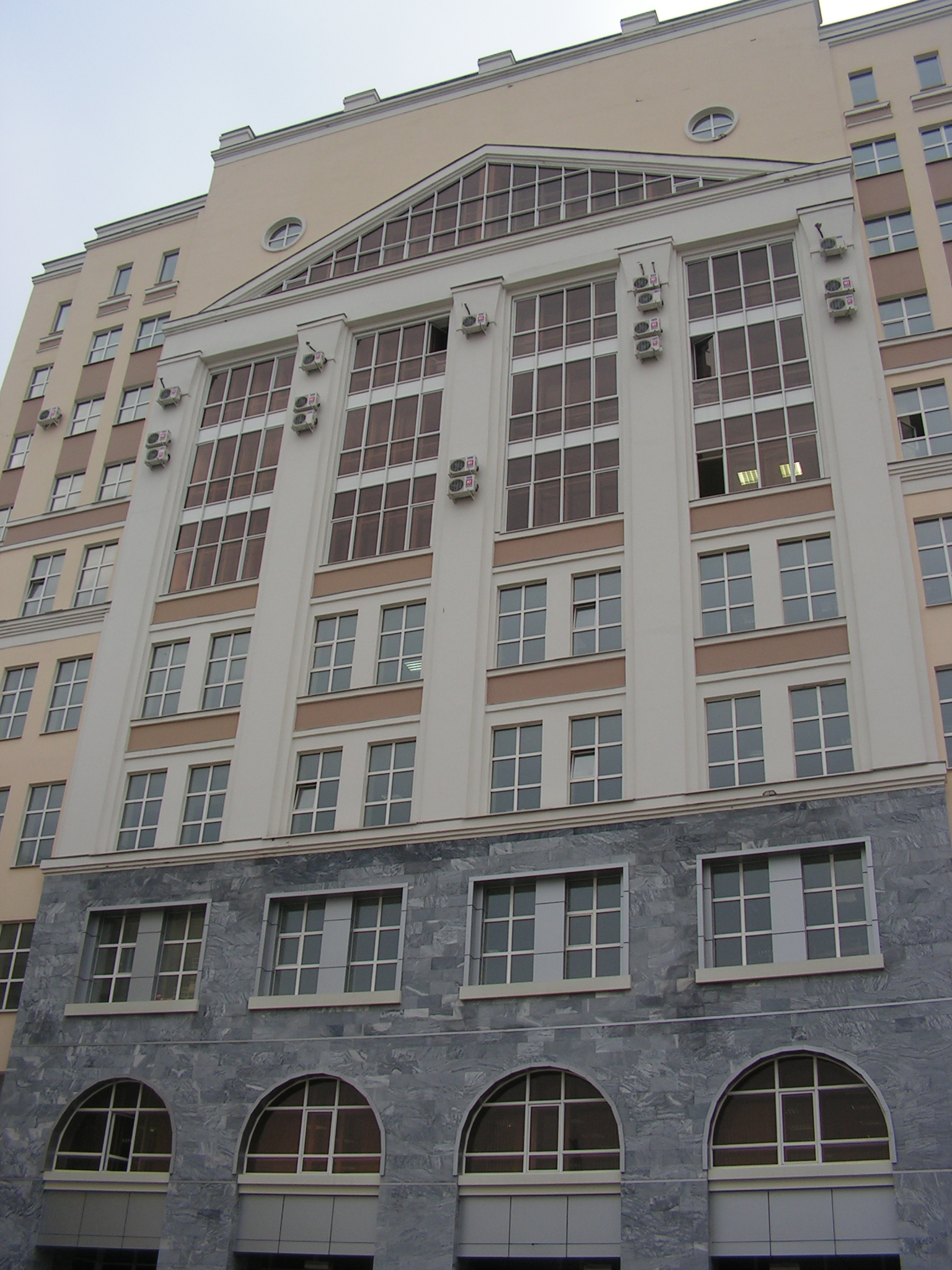
Nuovo edificio della Facoltà di giurisprudenza dell'Università statale di Voronež (edificio n. 9)

- Facoltà di geografia, geoscienze del turismo e dell'ambiente
- Facoltà di geologia
- Facoltà di storia
- Facoltà di informatica
- Facoltà di giornalismo
- Facoltà di lettere
- Facoltà di matematica
- Facoltà di matematica applicata, informatica e meccanica
- Facoltà di medicina e biologia
- Facoltà di farmacia
- Facoltà di filologia romano-germanica
- Facoltà di filosofia e psicologia
- Facoltà di fisica
- Facoltà di relazioni internazionali
- Istituto internazionale di formazione

## Alunni celebri
- Pavel Nikolaevič Birjukov, giurista russo specializzato in diritto internazionale
- Pavel Alekseevič Čerenkov, vincitore del premio Nobel per la fisica
- Mark Aleksandrovič Krasnosel'skij, matematico sovietico
- Lev Pavlovič Rapoport fisico teorico sovietico
- Ali Mohamed Shein politico